# Ludność Rybnika

Herb Rybnika

## LudnośćRybnika
- 1581 - 340[1][2]
- 1614 - 484[1][2]
- 1657 - 560[2]
- 1725 - 680[1][2]
- 1781 - 789[2]
- 1796 - 1 190[1][2]
- 1815 - 1 345[2]   (w tym 160 Żydów)[1]
- 1830 - 1.844[3]
- 1844 - 2.437[4]
- 1855 - 2.907[2]
- 1861 - 3 169[2]   (w tym 386 Żydów)[1]
- 1885 - 4 081[5]
- 1890 - 5 156   (w tym 2200 Polaków i 351 Żydów)[6]
- 1905 - 10 445[6]
- 1910 - 11 656[6]
- 1939 - 30 000[1]
- 1946 - 23 052[1]   (spis powszechny)
- 1950 - 27 222   (spis powszechny)
- 1955 - 29 923
- 1960 - 34 099[1]   (spis powszechny)
- 1961 - 35 200
- 1962 - 35 700
- 1963 - 36 800
- 1964 - 37 500
- 1965 - 38 178
- 1966 - 38 900
- 1967 - 38 700
- 1968 - 39 400
- 1969 - 40 300
- 1970 - 43 700   (spis powszechny)
- 1971 - 43 956
- 1972 - 44 400
- 1973 - 61 600   (włączono Chwałowice)
- 1974 - 62 700
- 1975 - 102 951   (włączono Boguszowice i Niedobczyce)
- 1976 - 103 500
- 1977 - 111 900   (włączono Chwałęcice, Golejów, Grabownię, Kamień i Stodoły
- 1978 - 114 600   (spis powszechny)
- 1979 - 118 200
- 1980 - 122 732
- 1981 - 126 722
- 1982 - 131 234
- 1983 - 133 019
- 1984 - 135 541
- 1985 - 137 612
- 1986 - 139 215
- 1987 - 140 960
- 1988 - 140 545   (spis powszechny)
- 1989 - 142 588
- 1990 - 143 980
- 1991 - 144 765
- 1992 - 143 125
- 1993 - 143 793
- 1994 - 144 020
- 1995 - 144 578
- 1996 - 144 878
- 1997 - 145 009
- 1998 - 144 582
- 1999 - 143 557
- 2000 - 143 218
- 2001 - 142 816
- 2002 - 142 742   (spis powszechny)
- 2003 - 142 272
- 2004 - 141 755
- 2005 - 141 580
- 2006 - 141 388
- 2007 - 141 080
- 2008 - 141 177
- 2009 - 141 372
- 2010 - 141 036
- 2011 - 140 944   (spis powszechny)
- 2012 - 140 789
- 2013 - 140 173
- 2014 - 140 052
- 2015 - 139 823

## Powierzchnia Rybnika
- 1995 - 135,10 km²
- 2001 - 148,26 km²
- 2006 - 148,36 km²

## Struktura wiekowa
Piramida wieku mieszkańców Rybnika w 2014 roku.